# Плутајући адмирал
Плутајући адмирал је колаборативни детективски роман који је написало четрнаест чланова Детективског клуба 1931. године. Сваки од дванаест поглавља приче је написао различит аутор, следећим редоследом:  Виктор Вајтчрч, Г. Д. Х. Коул и Маргарет Коул, Хенри Вејд, Агата Кристи, Џон Роуд, Милвард Кенеди, Дороти Л. Сејерс, Роналд Нокс, Фриман Вилс Крофтс, Едгар Џепсон, Клеманс Дејн и Ентони Беркелеј. Г. К. Честертон је написао пролог, након што је роман завршен.
У књижевној игри последица, сваки аутор би написао једно поглавље, остављајући Г. К. Честертона да напише типично парадоксалан пролог, а Ентонија Берклија да повеже све лабаво написане крајеве. Поред тога, сваки од аутора је дао своје решење у затвореној коверти, а свако је наведено на крају књиге.
Као што је Сајерс објаснио у уводу књиге, „Сваки писац мора да изгради свој део са одређеним решењем у виду — то јест, не сме да уводи нове компликације само ’да би га отежао‘... Сваки писац је био дужан да се верно носи са свим тешкоћама у заплету које су му на разматрање оставили његови претходници."

## Књижевни значај и критика
Каталог злочина из 1971. је за књигу написао  да пружа довољно материјала да забави и стимулиши дедукцију читаоца.

## Радња
На насуканом чамцу пронађено је тело адмирала Пенистона. Претходно вече је вечерао са нећакињом у свештениковој кући. Након тога, користио је сопствени чамац за пловидбу преко реке до своје куће. Међутим, чамац на којем се налази адмирал није његово власништво, већ је у власништву свештеника. Адмирал је избоден ножем или бодежом, али на поду нема крви. Штавише, привезиште је пресечено.

## Ликови
- Неди Вејр: мештанин села који поседује чамац. Открио је тело Адмирала, чији је део био Вере. Познато је да је углавном мирољубив, али може да има темперамент и морнарски речник када се пробуди.
- Полицајац Хемпстед: локални полицајац који је био на ноћној дужности у време смрти и приметио мистериозну фигуру у аутомобилу.
- Инспектор Раџ: инспектор који ради на случају убиства адмирала Пенистоуна.
- Пречасни (господин) Маунт: свештеник (викар) у селу, на чијем чамцу је пронађено тело адмирала Пенистона. Његов шешир се налази у близини тела. Има два сина и одбеглу жену која га је оставила због другог мушкарца.
- Алек Моунт: један од два сина Реверенд Моунт-а, шеснаестогодишњак.
- Питер Маунт: један од два сина Пречасног Моунт-а, четрнаестогодишњак.
- Сер Вајлфрид Дени: пријатељ адмирала Пенистонеа и пензионисани државни службеник који воли своју башту. Имао је везе са Адмиралом у Кини и, зачудо, одјурио је у Лондон ујутру када је пронађено Адмиралово тело.
- Елма Холанд (девојачко Фицџералд): млада жена, тридесетак година стара или неколико година више. Није била лепа, како је оценио Рax, али да се нашминкала могла је бити лепа. Она је нећака Адмирала и верена је за Артура Холанда. У околини је месец дана и самостална је.
- Артур Холанд: млад, згодан човек благо опеченог лица који је верен за Елму. Он је трговац који ради са материјалима као што су гума, свила и јута, тргујући артиклима за Кину. У време убиства одсео је у хотелу Лорд Маршал у оближњем Вајнмауту. Тајно се жени Елмом.
- Госпођа Дејвис: локална трачара и власница лорда Маршала у Вајнмауту, која даје Руџу непроцењиве детаље (углавном скандалозне природе).
- Господин Дејкер: адвокат и пријатељ господина Фицџералда (господин Фицџералд је отац Елме и зет адмирала Пенистона): суво опрезан човек са јаким породичним осећањем.
- Волтер Фицџералд: Елмин брат, привлачан младић који је фалсификовао документ док је радио у Кини. Он је већ неко време нестао и ако се јави биће ухапшен због фалсификата - ако не изгуби очево наследство.